# Anat Cohen

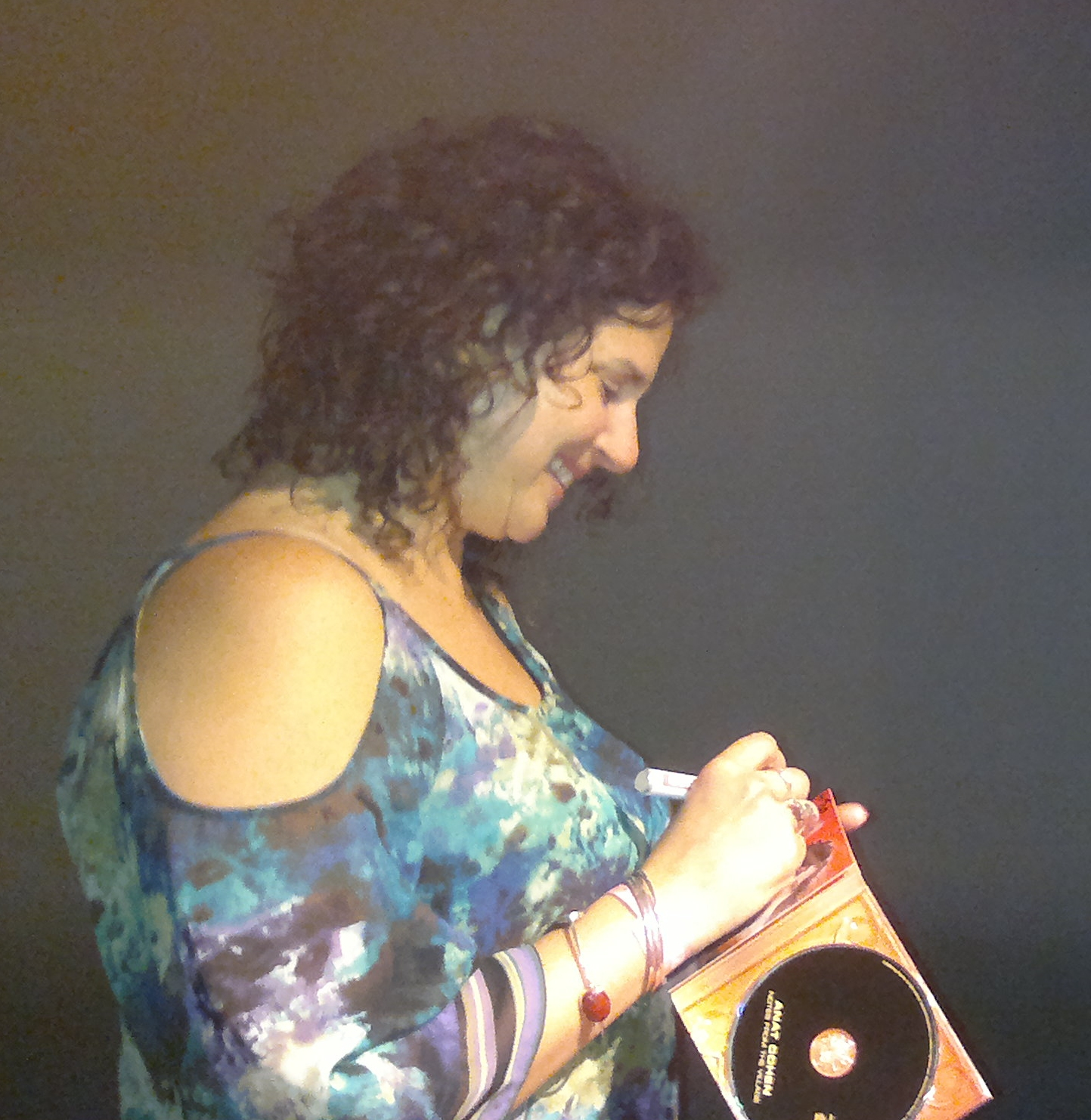
Anat Cohen signeert een cd op het North Sea Jazz Festival 2013

Anat Cohen (Tel Aviv, 1975) is een Israëlische jazzklarinettist, saxofonist en leider van een band. 

## Biografie
In Israël kreeg zij van huis uit, net als haar broers,  een opleiding in de klassieke muziek. Haar middelbare school was het "Thelma Yellin". Zij studeerde ook aan het Jaffa Music Conservatory. Haar broer, Avishai Cohen (niet te verwarren met de bassist Avishai Cohen) speelt jazztrompet. Haar andere broer, Yuval Cohen speelt alt- en sopraansaxofoon.
Tijdens haar militaire dienstplicht (1993-1995) speelde zij tenorsaxofoon in de band van Israëlische luchtmacht.  
In 1996 vertrok Cohen naar de Verenigde Staten, waar zij zich begon te oriënteren op jazz en op Braziliaanse Choro muziek, waaraan zij ook onderzoek verricht heeft, en ontdekte dat sommige Israëlische liedjes van de Choro afkomstig lijken. Zij bezocht het Berklee College of Music in Boston. Na haar afstuderen vertrok zij in 1999 naar New York, waar zij in 2013 nog steeds woont.
Zij speelde ongeveer 10 jaar in de uit alleen vrouwen bestaande bigband van Sherrie Maricle, The Diva Jazz Orchestra.
Het debuutalbum van Cohen verscheen in 2005 met als titel Place & Time, uitgegeven door haar eigen label Anzic Records.  
Cohen treedt regelmatig op, en speelde op een aantal grotere jazzfestivals, zoals het Newport Jazz Festival, Montreal International Jazz Festival, Tudo É Jazz Festival en het North Sea Jazz Festival.
Cohen speelt met haar twee broers in het trio 3 Cohens en in het Cohanim Sextuplet, dit laatste is een eerbetoon aan Louis Armstrong.

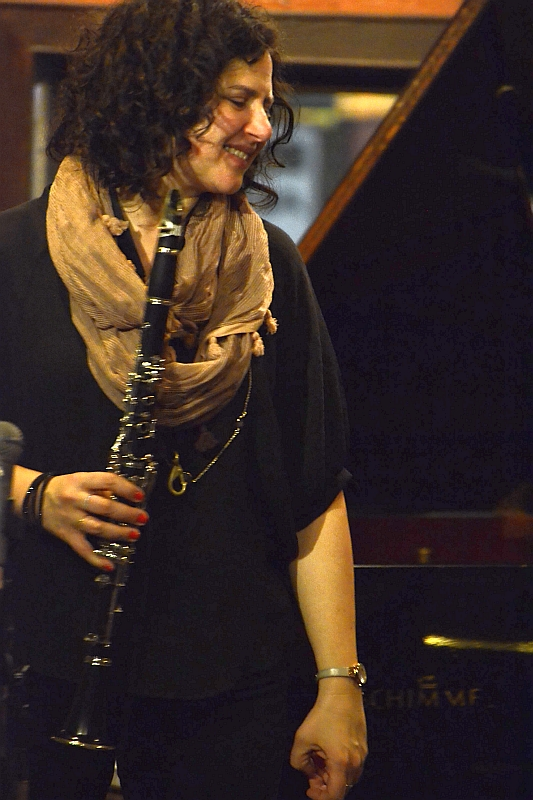

Tijdens het optreden in Rotterdam tijdens het North Sea Jazz festival in 2013 speelde zij met haar eigen groep, het Anat Cohen Quartet. Op dat festival presenteerde zij haar cd "Claroscuro". Bandleden in dit kwartet zijn pianist Jason Lindner, bassist Joe Martin en drummer Daniel Freedman. Tijdens dat concert speelde ze een eigen jazzbewerking van La Vie en rose, beroemd van Édith Piaf en ook uitgevoerd door Wende Snijders. Anat verving daarbij de zangstem door haar klarinet.

## Onderscheidingen
In 2007 won Anat Cohen de titel Up and Coming Artist and Clarinetist of the Year van de Jazz Journalists Association.. Meerdere jaren werd zij "Klarinettist van het jaar", namelijk  in 2008, 2009, 2010, 2011, 2012 en 2013 en zij werd geëerd als as Multi-Reedist of The Year (meervourdig rietspeler) in 2012 en 2013. 
Op 12 juli 2013 ontving zij op het North Sea Jazz Festival in Rotterdam de Paul Acket Award, gesponsord door de BNP Foundation.

## Discografie

### Solo
- Place & Time (2005)
- Poetica (2007)
- Notes From the Village (2008)
- Clarinetwork: Live at the Village Vanguard (2010)
- Claroscuro (2012)
- Luminosa (2015)

### Met het Anzic Orchestra
- Noir (2007)

### Met het Choro Ensemble
- Nosso Tempo (2008)
- ChoroEnsemble (2005)

### Met de 3 Cohens
- One
- Braid
- Family (2011)
- Tightrope (2013)

Met Cyro Baptista
- Beat the Donkey (Tzadik, 2002)
- Infinito (Tzadik, 2009)

Braziliaans
- Alegria Da Casa, with Trio Brasiliero (2016)
- Outra Coisa, met Marcello Gonçalves (2017)
- Rosa Dos Ventos, with Trio Brasiliero (2017)